# 國際浮士德球總會
國際浮士德球總會（英語：International Fistball Association，簡稱IFA），為一浮士德球的國際組織，主辦各種賽事以及訂定各項規則，1960年成立於法蘭克福，目前主席是阿根廷籍的Ernesto Donalek。

## 歷任主席
- Erich Petschnek (1960-1982)奧地利籍
- Hans Beutler (1982-1986)瑞士籍
- Hans-Christian Kollman (1986-2000)奧地利籍
- Ernesto Donalek (2000-)阿根廷籍

## 正式會員國

### 歐洲
- 丹麦
- 德国
- 義大利
- 瑞士
- 阿尔巴尼亚
- 馬爾他
- 奥地利
- 比利时
- 捷克
- 英国
- 希腊
- 匈牙利
- 立陶宛
- 荷蘭
- 波蘭
- 塞爾維亞
- 斯洛維尼亞
- 西班牙
- 瑞士
- 瑞典
- 乌克兰

### 美洲
- 阿根廷
- 巴西
- 智利
- 美国
- 乌拉圭
- 墨西哥
- 加拿大
- 哥伦比亚
- 千里達及托巴哥
- 委內瑞拉

### 非洲
- 纳米比亚
- 喀麦隆
- 中非
- 奈及利亞
- 南非
- 史瓦帝尼
- 多哥

### 亞洲
- 日本
- 尼泊尔
- 車臣共和國
- 巴基斯坦
- 印度
- 賽普勒斯
- 中華臺北
- 科威特
- 马来西亚
- 蒙古国
- 中国
- 斯里蘭卡
- 泰國
- 香港

### 大洋洲
- 新西兰

## 觀察員
- 冰島
- 波蘭
- 希腊
- 西班牙
- 乌克兰
- 土耳其

## 外部連結
- 國際浮士德球總會官網 （页面存档备份，存于）（英文）
- 浮士德球規則與現狀介紹（繁體中文）